# Harry Mackeson
Harry Ripley Mackeson, 1er baronnet, né le 25 mai 1905 et mort le 25 janvier 1964, est un militaire et un homme politique britannique, membre du Parti conservateur.

## Biographie
Harry Mackeson est le fils de Henry Mackeson et Ella Cecil Ripley. Il sert dans le régiment des Royal Scots Greys et est promu brigadier. En 1945, il est élu à la Chambre des communes dans la circonscription de Hythe (Kent). Il conserve cette fonction jusqu'à la suppression de cette circonscription en 1950, puis il représente la circonscription de Folkestone and Hythe jusqu'en 1959. Au sein du gouvernement de Winston Churchill, Mackeson est lord du Trésor de 1951 à 1952 et Secrétaire au Commerce extérieur de 1952 à 1953. En 1954, il est fait baronnet de Hythe.
En 1940, Mackeson épouse Alethea Cecil Chetwynd-Talbot, fille de Reginald George Chetwynd-Talbot.
Il meurt le 25 janvier 1964 à l'âge de 58 ans et lègue son titre de baronnet à son fils Rupert.